# Rue Meridian
Rue Meridian è un personaggio della saga di Shannara che compare sia nel ciclo de: Il Viaggio della Jerle Shannara e sia nel ciclo de: Il Druido Supremo di Shannara.

## Storia
Rue Meridian o Little Red è la sorella del famoso pilota di navi volanti, Redden Alt Mer, o Big Red: tali soprannomi derivano dal fatto che i due hanno i capelli rossi. Tuttavia, i due hanno molte altre cose in comune, come ad esempio la passione per le navi volanti o la vita scapestrata da Corsari. Come molti dei loro parenti, alla fine furono ingaggiati dalla Federazione come mercenari per combattere nella guerra sul Prekkendor a bordo delle loro navi da guerra. Durante il lorto servizio, suo fratello disobbedì agli ordini di un ufficiale federale e fu arrestato immediatamente e gettato in un carcere. Rue lo salvò dalla prigionia, e fuggirono lontano per evitare nuovamente la cattura.Walker Boh, sapendo delle loro capacità e della loro fama, li rintracciò e gli offrì un lavoro nell'equipaggio della Jerle Shannara, nella spedizione che avrebbe esplorato la Parkasia.
Durante il viaggio, Rue si innamorò di Bek Ohmsford e quando la ricerca finì e furono rientrati nelle Quattro Terre, i suoi si sposarono e si stabilirono sulla riva del Lago Arcobaleno, fondando la stazione commerciale di Patch Run: qui, nacque e crebbe il loro magnifico figlio, Penderrin Ohmsford. Amanti delle navi volanti, i due crearono un'agenzia di trasporti e viaggi con cui poterono continuare a volare. Quando Pen ebbe quindici anni, Grianne Ohmsford, la sorella di Bek, fu spedita nel Divieto e Tagwen cercò il loro aiuto; purtroppo per lui, Bek e Rue erano partiti per una spedizione nelle montagne del Ravenshorn, lasciandolo solo con Penderrin.
Nei piani di Shadea a'Ru, tuttavia, i genitori di Pen rappresentavano un grave pericolo, per cui inviò Traunt Rowan a cercarli per condurli a Paranor dove li avrebbe incarcerati. Se non fosse stato per l'aiuto di due druidi fedeli a Grianne, Rue e Bek non sarebbero potuti scappare dalle segrete della fortezza e non avrebbero potuto aiutare Kermadec e Tagwen nella valle dell'Inkrim.
Rue Meridian è un'esperta lanciatrice di coltelli e una madre affettuosa e responsabile ma nonostante tutto è ancora diffidente nei confronti di Grianne Ohmsford, a causa dei crimini che compì nelle vesti della spietata Strega di Ilse